# 宝珠院 (印西市)
宝珠院（ほうじゅいん）は、千葉県印西市小倉にある天台宗の寺院。通称、光堂（ひかりどう）。現在観音堂のみが残り重要文化財に指定されている。

## 歴史
平安時代の貞観年間（859年 - 877年）ごろの開基と伝わる。
太平洋戦争後の昭和28年（1953年）から昭和29年（1954年）にかけて、観音堂の解体修理が行われた。

## 観音堂
正面三間、側面三間（「間」は柱間の数を表す）、寄棟造、茅葺の仏堂
。1934年に重要文化財に指定され、1955年に厨子と棟札2枚が重要文化財の附（つけたり）として追加指定されている。解体修理時に堂内の厨子の内部から室町時代後期の永禄6年（1563年）の墨書が発見された。観音堂自体も構造的な特徴などから、同年代の建立と推定されている。

## 文化財

### 重要文化財（国指定）
- 観音堂 - 室町時代後期（1563年）頃の建立。桁行3間、梁間3間、一重、寄棟造、茅葺。昭和9年（1934年）1月30日指定。

## アクセス
- JR成田線木下駅から、ふれあいバス西ルート小倉で下車後、徒歩5分